# IC 1
IC 1 é uma estrela dupla na direção da constelação de Pegasus, pussui uma declinação de +27° 43' 08" e uma ascensão reta de 00 hora,  08 minutos e 27.2 segundos.